# Arctomelon benthale
Arctomelon benthale is een slakkensoort uit de familie van de Volutidae. De wetenschappelijke naam van de soort werd voor het eerst geldig gepubliceerd in 1896 door Dall.